# Obórznia
Obórznia – wieś w Polsce położona w województwie kujawsko-pomorskim, w powiecie żnińskim, w gminie Łabiszyn.
Przez tę wieś przepływa rzeka Noteć. Obórznia jest położona 3,5 km od Łabiszyna. W latach 1975–1998 miejscowość administracyjnie należała do województwa bydgoskiego. Według Narodowego Spisu Powszechnego (III 2011 r.) liczyła 104 mieszkańców. Jest czternastą co do wielkości miejscowością gminy Łabiszyn.